# Île Paulet
Pour les articles homonymes, voir Paulet.
L'île Paulet est une île circulaire d'environ 4,0 km de diamètre et située à environ 2,5 km au sud est de l'île Dundee, au large de la côté nord est de la péninsule Antarctique.
Elle est composée de lave refroidie et se distingue par un petit cratère sommital. La chaleur géothermique laisse des parties de l'île dépourvues de glace, et la présence d'une telle source de chaleur suggère que le volcan était encore actif au cours du dernier millénaire. L'île Paulet a été découverte par une expédition britannique (1839-1843) sous le commandement de James Clark Ross et baptisée par lui du nom du capitaine, le « très honorable », Lord George Paulet (en) de la Royal Navy.
L'île Paulet héberge une colonie de plus de 200 000 manchots Adélie, et est devenue une destination fréquente des croisières en Antarctique.

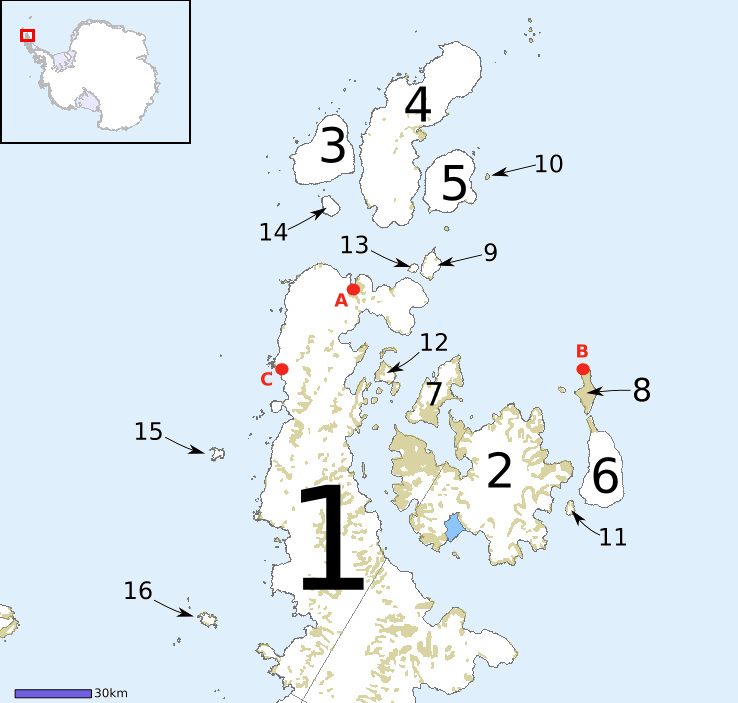
La terre de Graham et les îles côtières de l'extrémité de la péninsule Antarctique avec l'île Paulet (10)
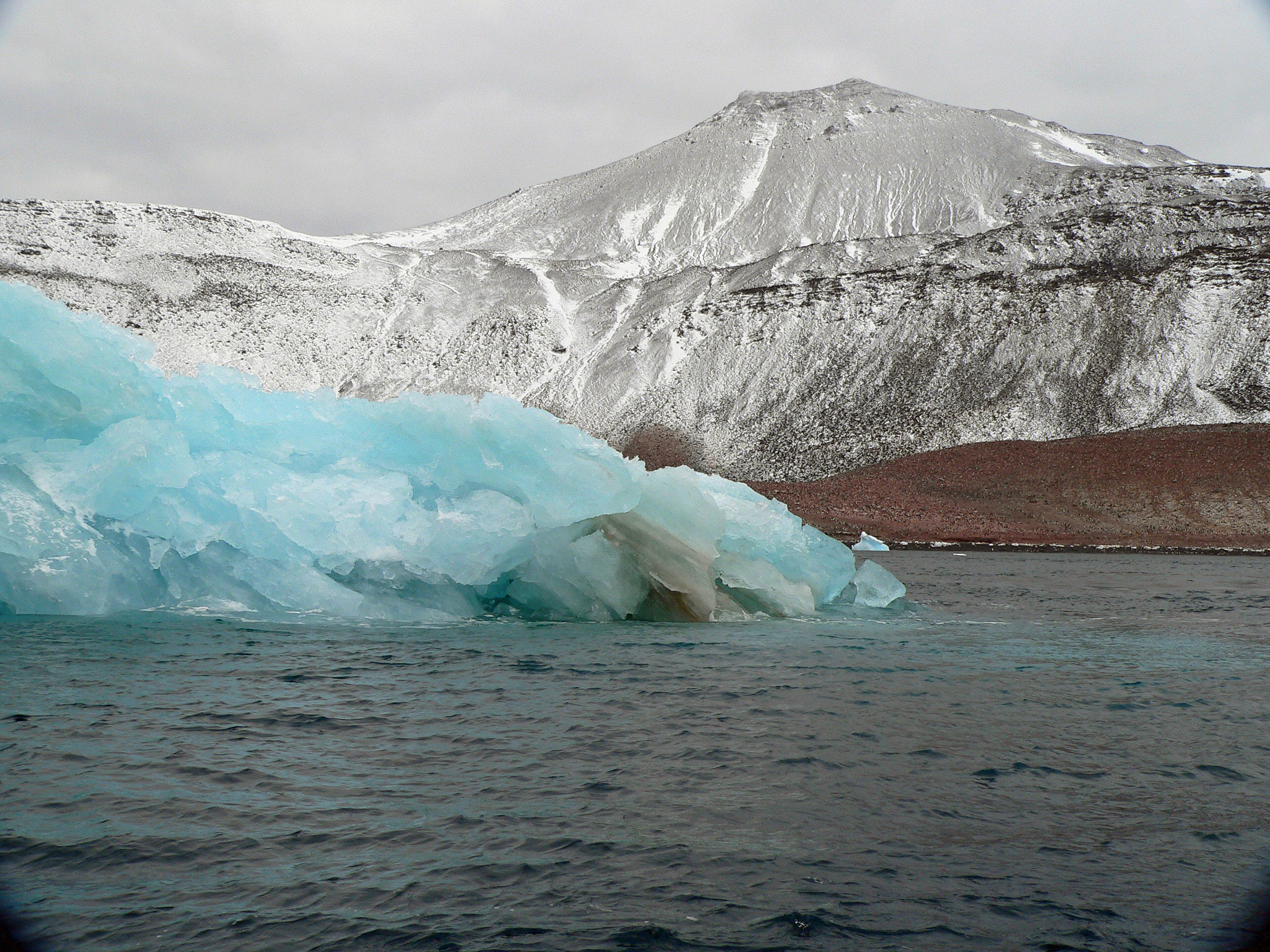
L'île Paulet (février 2007)
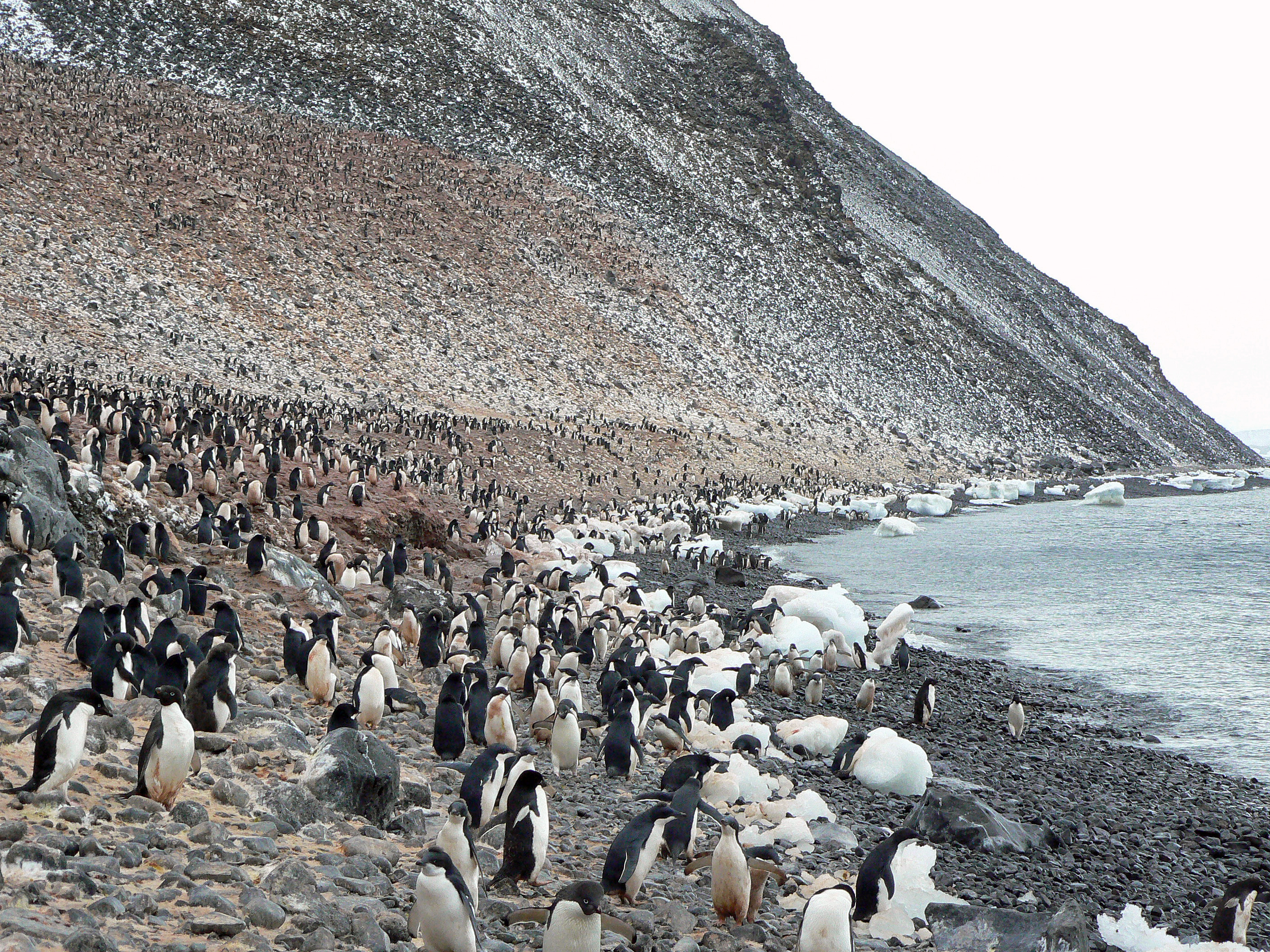
Colonie de manchots Adélie sur l'île Paulet

## Naufrage de l'Antarctic
Une cabane est construite, en février 1903, par les naufragés de l'Antarctic commandé par Carl Larsen. Ils survivront, sauf un marin enterré sur place, jusqu'à leur récupération par la corvette argentine Uruguay en novembre 1903.
Les vestiges de la cabane ainsi que le cairn sommital érigé par les naufragés pour signaler leur présence, sont classés comme monuments historiques de l'Antarctique.